# بدن من، انتخاب من

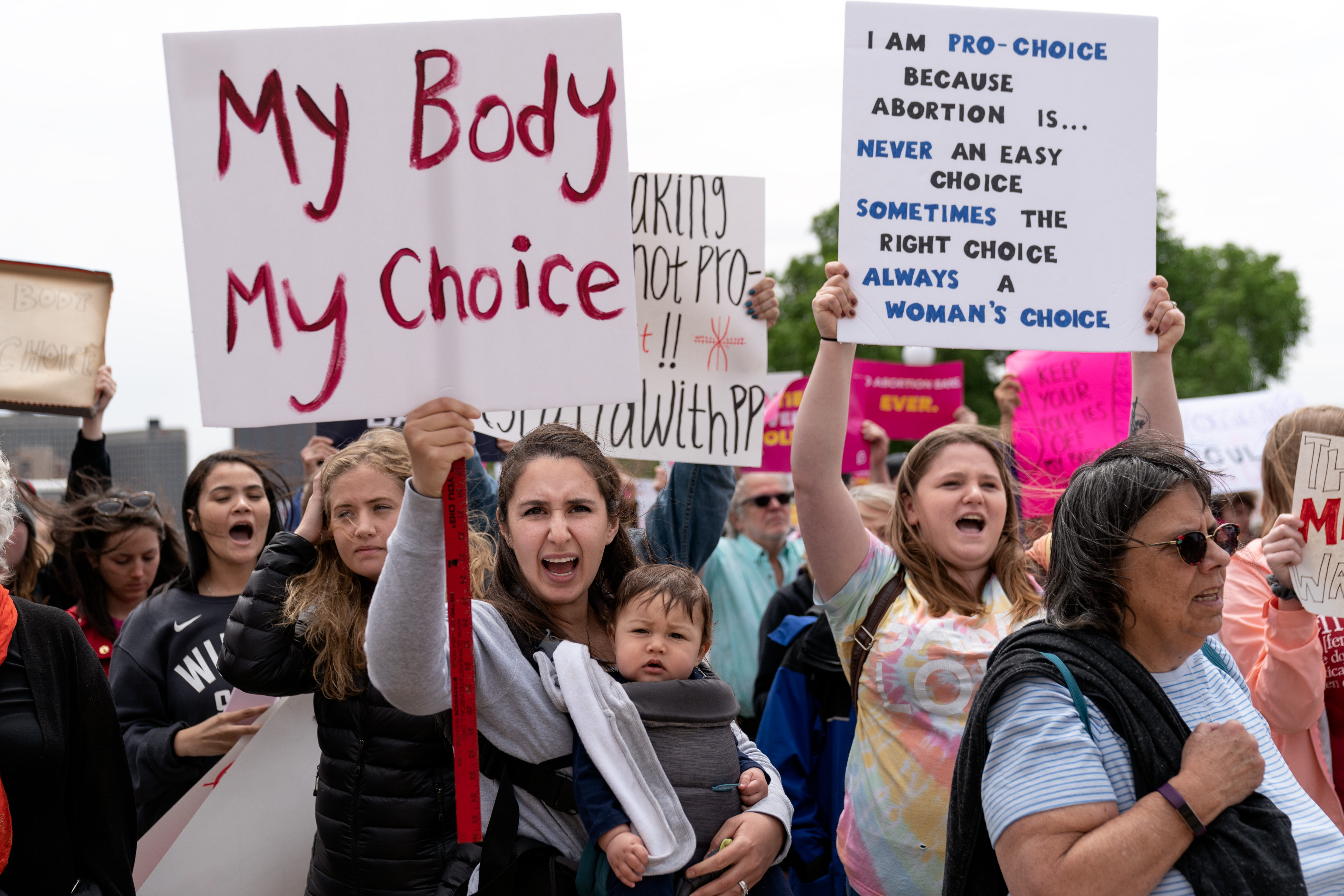

بدن من، انتخاب من (به انگلیسی: My body, my choice) یک شعار فمینیستی است که در کشورهای متعددی اغلب در رابطه با خودمختاری بدنی و سقط جنین به کار رفته‌است.
فمینیست‌ها معمولاً از حق فرد برای خودمختاری بر بدن‌های‌شان برای انتخاب در مورد مسائل جنسی، ازدواج و حقوق باروری حمایت می‌کنند. این شعار در سراسر جهان مورد استفاده قرار گرفته و به زبان‌های مختلفی نیز ترجمه شده‌است. کاربرد این شعار جنجال‌های مختلفی را در کشورهای گوناگون ایجاد کرده و غالباً در تظاهرات و تجمعات اعتراضی برای جلب توجه به مسائل مختلف فمینیستی فریاد زده شده‌است.

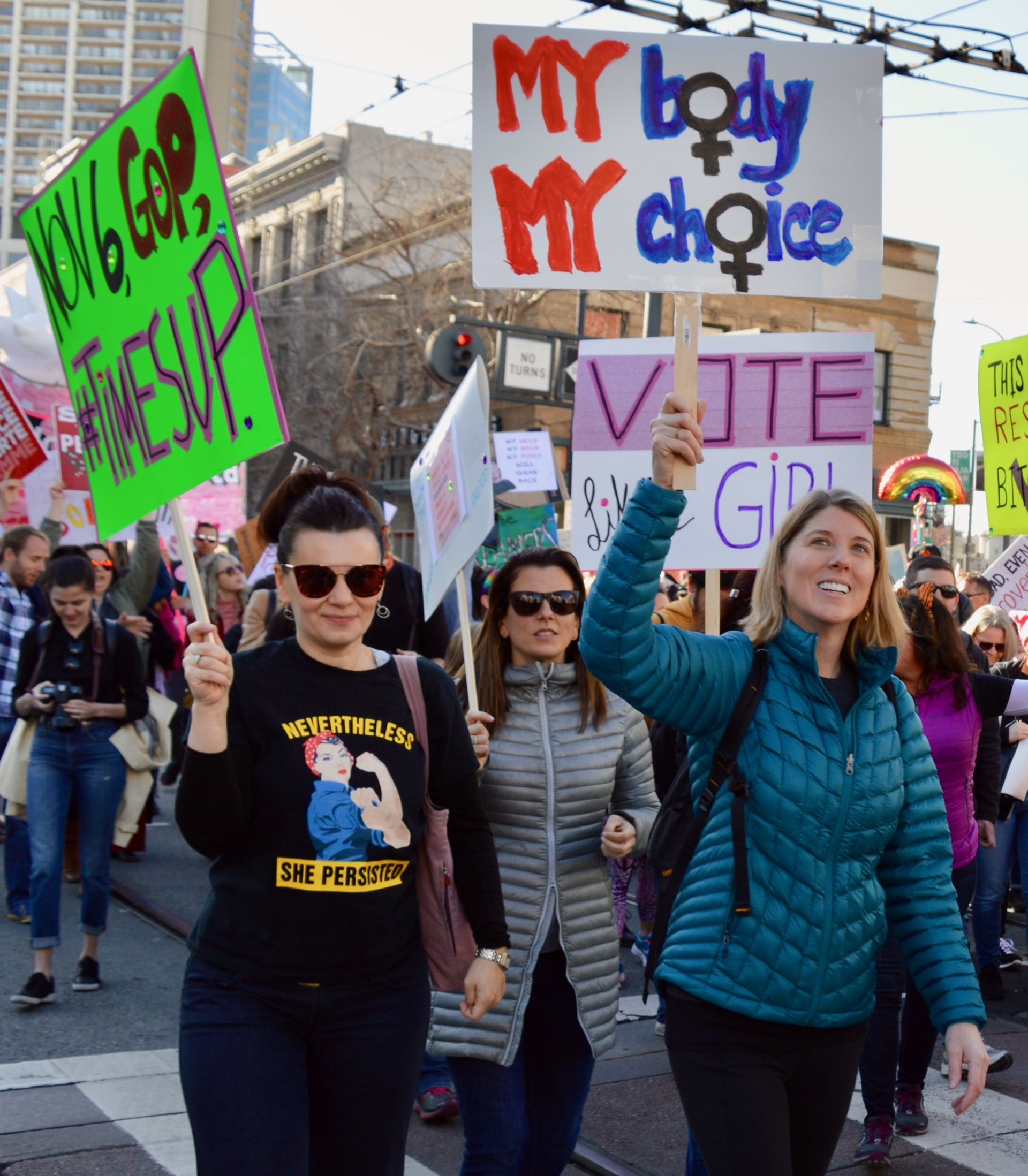

## تمامیت و خودمختاری جسمانی

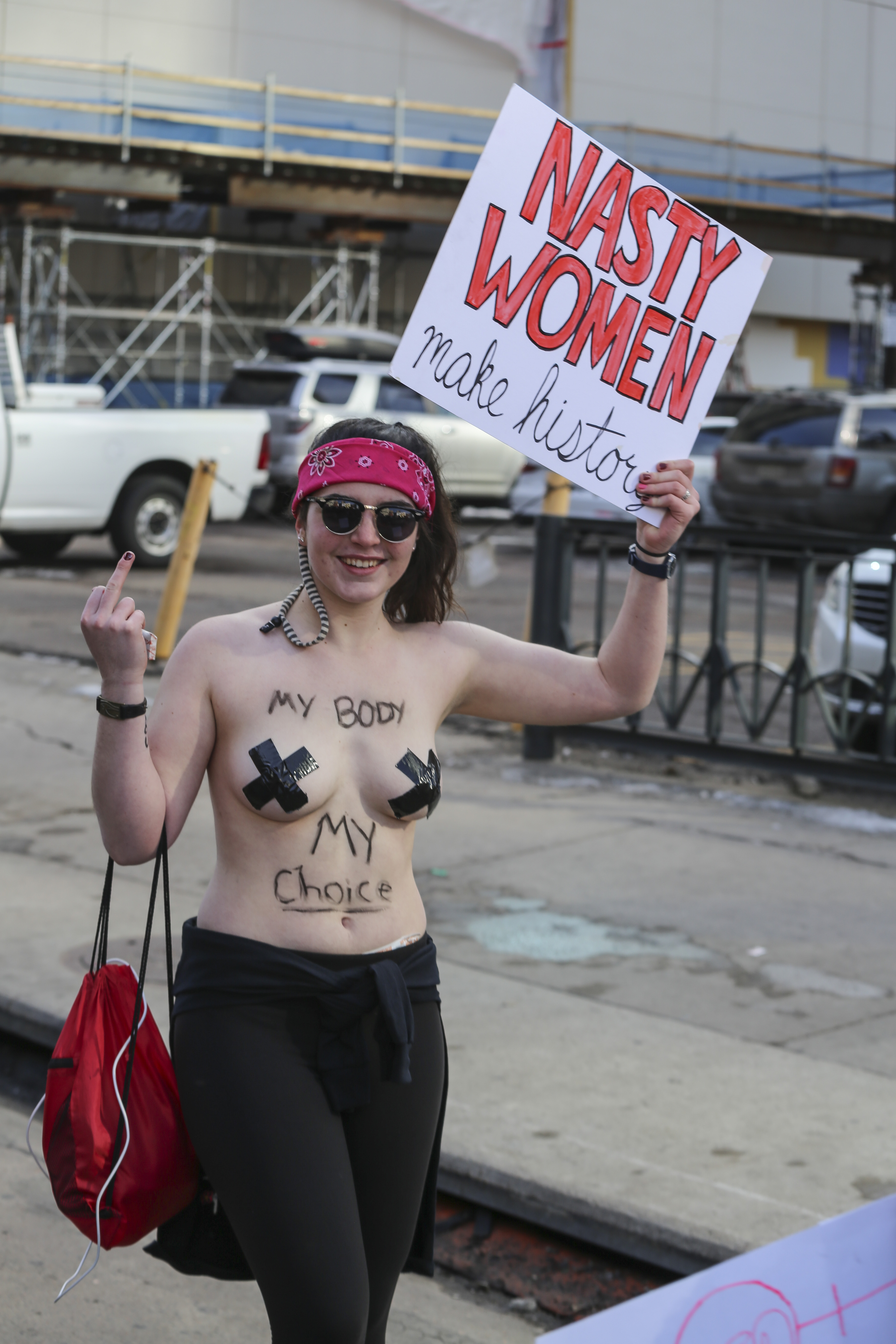
یک معترض با شعار بدن من، انتخاب من بر روی بدنش

بدن من، انتخاب من شعاری است که ایدهٔ خودمختاری جسمانی شخصی، تمامیت جسمانی و آزادی انتخاب را مد نظر دارد. خودمختاری جسمانی خودمختاری فرد بر بدن خود بدون سلطه یا اجبار خارجی را به وجود می‌آورد. تمامیت جسمانی مصونیت بدن فیزیکی است و بر اهمیت خودمختاری شخصی، مالکیت شخصی، و تعیین سرنوشت وجودهای انسانی بر بدن‌های خودشان را مورد تأکید قرار می‌دهد. در زمینهٔ حقوق بشر، نقض تمامیت جسمانی دیگری تعدی غیراخلاقی و/یا احتمالاً جنایی یه شمار می‌آید. آزادی انتخاب فرصت فرد و خودمختاری او را برای اجرای یک کنش که دست‌کم بر اساس دو گزینهٔ موجود انتخاب شده‌باشد، و به‌وسیلهٔ طرف‌های خارجی محدود نشده‌باشد توضیح می‌دهد.
شعار بدن من، انتخاب من به گفتهٔ سوزانا وایس ایده‌ای فمینیستی است که می‌تواند به حقوق باروری زنان و سایر مسائل حقوق زنان قابل اطلاق باشد. این شعار همچنین با تلقی بدن زنان همچون دارایی در تضاد است و اهمیت فرهنگ رضایت را بیان می‌کند. رمیزه احمد توضیح می‌دهد که چگونه نسخهٔ پاکستانی بدن من، انتخاب من (میرا جسم میری مرضی) برای فمینیست‌ها اهمیت دارد، چرا که این شعار برای زنانی که از اختیار بر بدن‌های‌شان آگاهی دارند مهم است. کریستین راو-فینکباینر در این‌باره نوشته‌است که در حالی که این امر ساده‌ای به نظر می‌رسد که آزادی زنان به کنترل و تصمیمات شخصی زنان در مورد بدن‌های‌شان مرتبط است، اما در عمل شعار بدن من، انتخاب من اغلب به معنای نه واقعاً بدن تو، نه واقعاً انتخاب تو تغییر یافته‌است، و حقوق زنان مانند دسترسی به کنترل موالید، سقط جنین، و بهداشت باروری مورد حمله قرار گرفته‌است.
بر اساس اسناد کنفرانس بین‌المللی جمعیت و توسعه که در ۲۰۱۹ در نایروبی برگزار شد، «وضعیت سلامت جسمی، ذهنی و اجتماعی را در همهٔ جنبه‌های مرتبط با سکسوالیته و نظام باروری» تنها می‌تواند «سلامت جنسی و باروری خوب» نامیده شود و برای دستیابی به این مهم هر فرد نیاز دارد که برای تصمیم گرفتن در مورد ادارهٔ بدنش و نیز برای دسترسی به خدماتی که آن حقوق را مورد پشتیبانی قرار می‌دهد دارای حق باشد. اسناد بعدی با دقت شرح می‌دهند که همگان حق دارند که دربارهٔ سلامت جنسی و باروری‌شان تصمیم بگیرند که این امر بدین معناست که هر کسی قادر باشد زندگی جنسی ایمن و راضی‌کننده‌ای داشته‌باشد، حق تعیین سرنوشت برای باروری و نیز آزادی برای انتخاب کردن داشته‌باشد که چه زمانی و هر چند وقت یک بار چنین کند.

## در کشورهای مختلف

### پاکستان
میرا جسم میری مرضی (اردو: بدن من، انتخاب من) شعاری است که توسط فمینیست‌ها در پاکستان برای خواستار خودمختاری بدنی و اعتراض به خشونت مبتنی بر جنسیت استفاده می‌شود.
این شعار در راهپیمایی اورات در پاکستان که از سال ۲۰۱۸ در روز جهانی زن برگزار می‌شود، رایج شد.